# 코스차 울만
코스차 알렉산더 울만(Kostja Alexander Ullmann, 1984년 5월 30일 ~ )은 독일의 배우이다.

## 내력
울만은 인도 혼혈이며, 여동생 샨티아 울만 또한 배우이다. 2004년 영화 《썸머 스톰》에서 아킴 역으로 출연하였다.